# Samerna (politiskt parti)
Samerna (Sámit) är ett politiskt parti i Sametinget.

## Historik
Partiets ordförande är Anders Kråik. Vid valet 2009 fick partiet 14 procent av rösterna och fem mandat i Sametinget.
Under den aktuella mandatperioden gick två av dessa till ett annat parti, Landspartiet Svenska Samer. Vid valet 2013 fick partiet två mandat, vilka gick till Anders Kråik och Lars Wilhelm Svonni.
I valet 2017 fick partiet 4,62% av rösterna vilket resulterade i ett mandat som gick till Anders Kråik.

## Ordförande
- 2002–2015: Anders Kråik[4]
- 2016–2017: Simon Wetterlund[5][6]
- 2021–: Anders Kråik

## Valresultat
| År   | Röster | Procent | Mandat |
| ---- | ------ | ------- | ------ |
| 2005 | 566    | 12,55 % | 4 / 31 |
| 2009 | 646    | 13,99 % | 5 / 31 |
| 2013 | 334    | 7,39 %  | 2 / 31 |
| 2017 | 233    | 4,62 %  | 1 / 31 |
| 2021 | 343    | 5,74 %  | 2 / 31 |